# اونگوه برود
اونگوه برود (سوئدی: Yngve Brodd؛ ۹ ژوئن ۱۹۳۰ – ۲۳ سپتامبر ۲۰۱۶) بازیکن و مربی فوتبال اهل سوئد بود.
از باشگاه‌هایی که در آن بازی کرده‌است می‌توان به باشگاه فوتبال سوشو، باشگاه فوتبال گوتبورگ، و باشگاه فوتبال تولوز اشاره کرد.
وی همچنین در تیم ملی فوتبال سوئد بازی کرده‌است.